# Apia International Sydney 2013
Tenisový turnaj Apia International Sydney byla společná událost mužského okruhu ATP World Tour a ženského okruhu WTA Tour, hraná v areálu NSW Tennis Centre na otevřených dvorcích s tvrdým povrchem Plexicushion. Konala se na úvod sezóny mezi 6. až 12. lednem 2013 v australském Sydney jako 121. ročník turnaje.
Mužská polovina se řadila do kategorie ATP World Tour 250 a její dotace činila 494 230 amerických dolarů. Ženská polovina s rozpočtem 681 000 dolarů byla součástí WTA Premier Tournaments.

## Dvouhra mužů

### Nasazení
| Stát          | Hráč               | ATP1) | Nasazení |
| ------------- | ------------------ | ----- | -------- |
| Francie       | Jo-Wilfried Tsonga | 8.    | 1.       |
| Francie       | Richard Gasquet    | 10.   | 2.       |
| Spojené státy | John Isner         | 14.   | 3.       |
| Francie       | Gilles Simon       | 16.   | 4.       |
| Itálie        | Andreas Seppi      | 23.   | 5.       |
| Španělsko     | Fernando Verdasco  | 24.   | 6.       |
| Německo       | Florian Mayer      | 28.   | 7.       |
| Česko         | Radek Štěpánek     | 31.   | 8.       |

- 1) Žebříček ATP k 31. prosinci 2012.

### Jiné formy účasti
Následující hráčí obdrželi divokou kartu do hlavní soutěže:
- James Duckworth
- Matthew Ebden
- John Millman

Následující hráči postoupili z kvalifikace:
- Guillermo García-López
- Ryan Harrison
- Björn Phau
- João Sousa

### Odhlášení
- Jo-Wilfried Tsonga
- Richard Gasquet

### Skrečování
- Roberto Bautista-Agut (bolest hypogastria)
- Radek Štěpánek (natažení mezižeberního svalu)

## Mužská čtyřhra

### Nasazení
| Stát          | Hráč              | Stát          | Hráč           | ATP1 | Nasazení |
| ------------- | ----------------- | ------------- | -------------- | ---- | -------- |
| Spojené státy | Bob Bryan         | Spojené státy | Mike Bryan     | 3.   | 1.       |
| Indie         | Leander Paes      | Česko         | Radek Štěpánek | 7.   | 2.       |
| Španělsko     | Marcel Granollers | Španělsko     | Marc López     | 16.  | 3.       |
| Bělorusko     | Max Mirnyj        | Rumunsko      | Horia Tecău    | 16.  | 4.       |

- 1 Žebříček ATP k 31. prosinci 2012.

### Jiné formy účasti
Následující dvojice obdrželi divokou kartu do hlavní soutěže:
- James Duckworth /  Chris Guccione
- Matthew Ebden /  Marinko Matosevic

### Skrečování
- Radek Štěpánek (natažení mezižeberního svalu)

## Ženská dvouhra

### Nasazení
| Stát      | Hráčka              | WTA1) | Nasazení |
| --------- | ------------------- | ----- | -------- |
| Polsko    | Agnieszka Radwańská | 4.    | 1.       |
| Německo   | Angelique Kerberová | 5.    | 2.       |
| Itálie    | Sara Erraniová      | 6.    | 3.       |
| Čína      | Li Na               | 7.    | 4.       |
| Česko     | Petra Kvitová       | 8.    | 5.       |
| Austrálie | Samantha Stosurová  | 9.    | 6.       |
| Dánsko    | Caroline Wozniacká  | 10.   | 7.       |
| Rusko     | Naděžda Petrovová   | 12.   | 8.       |

- 1) Žebříček WTA k 31. prosinci 2012.

### Jiné formy účasti
Následující hráčky obdržely divokou kartu do hlavní soutěže:
- Casey Dellacquová
- Olivia Rogowská

Následující hráčky postoupily z kvalifikace:
- Kimiko Dateová
- Madison Keysová
- Světlana Kuzněcovová
- Ajumi Moritová
- Karolína Plíšková
- Galina Voskobojevová

## Ženská čtyřhra

### Nasazení
| Stát          | Hráčka            | Stát          | Hráčka           | WTA1 | Nasazení |
| ------------- | ----------------- | ------------- | ---------------- | ---- | -------- |
| Itálie        | Sara Erraniová    | Itálie        | Roberta Vinciová | 3.   | 1.       |
| Česko         | Andrea Hlaváčková | Česko         | Lucie Hradecká   | 7.   | 2.       |
| Rusko         | Maria Kirilenková | Spojené státy | Lisa Raymondová  | 13.  | 3.       |
| Spojené státy | Liezel Huberová   | Indie         | Sania Mirzaová   | 20.  | 4.       |

- 1 Žebříček WTA k 31. prosinci 2012.

## Přehled finále

### Mužská dvouhra
Bernard Tomic vs.  Kevin Anderson, 6–3, 62–7, 6–3
Bernard Tomic získal na okruhu ATP World Tour premiérový titul v kariéře.

### Ženská dvouhra
Agnieszka Radwańská vs.  Dominika Cibulková, 6–0, 6–0
Agnieszka Radwańská proměnila i druhý turnajový start v nové sezóně ve druhý titul a celkově ve dvanáctý kariéry.

### Mužská čtyřhra
Bob Bryan /  Mike Bryan vs.  Max Mirnyj /  Horia Tecău, 6–4, 6–4

### Ženská čtyřhra
Naděžda Petrovová /  Katarina Srebotniková vs.  Sara Erraniová /  Roberta Vinciová, 6–3, 6–4